# Juan Grande Román
São Juan Grande Román (6 de março de 1546 - 3 de junho de 1600) foi um católico romano espanhol que era religioso professo dos Hospitalários de São João de Deus. Ele adotou o nome de "João, o Pecador" e morreu de peste depois de cuidar daqueles que sofriam com isso.
Ele foi beatificado em 1858 depois que o Papa Pio IX reconheceu dois milagres atribuídos à sua intercessão e um terceiro permitiu que o Papa João Paulo II o canonizasse em 1996.

## Vida
Juan Grande Román nasceu na Espanha em 6 de março de 1546 como filho de Cristobal Grande e Isabel Roman. O padre Andrés Muñoz o batizou após seu nascimento. Seu pai morreu quando ele tinha onze anos.
Román serviu no coro da igreja com a idade de sete a doze anos como parte de sua educação católica e completou seus estudos em Sevilha, onde aprendeu o ofício de tecelão e fabricante de tecidos. Ele voltou para casa aos dezessete anos, mas seu trabalho causa uma profunda crise espiritual.
Ele deixou sua casa e foi para a ermida de St. Olalla em Marchena, onde passou um tempo em um esforço para discernir sua vocação. Ele decidiu se dedicar a Deus e trocou suas roupas por um hábito de pano de saco. Ele renunciou ao casamento e adotou o apelido de "Juan Pecador" ("João, o Pecador"). Ele - neste momento - cuidava de um casal de idosos e atendia às suas necessidades. Ele pedia esmolas para eles e percebeu que nessa fase sua vocação era dedicar-se às necessidades dos pobres.
Román mudou-se para Cádiz aos dezenove anos, onde cuidou dos pobres e doentes, mas também atendeu aos prisioneiros. Ele implorou por esmolas pela cidade para ajudá-los. Freqüentava a igreja da Ordem Franciscana para receber conselhos espirituais de um dos frades.
Uma epidemia eclodiu em Jerez no início de 1574 e ele tentou ajudar todos aqueles que foram vítimas de doenças. Fundou um hospital próprio e o dedicou à Santíssima Virgem Maria com o nome de "Nossa Senhora da Candelária".
Ele logo soube de uma instituição estabelecida sob São João de Deus em Granada. Em 1574 visitou-a e juntou-se a ela. Ele aceitou as regras da instituição e aplicou isso ao seu próprio hospital. Ele atraiu pessoas e as treinou de acordo com "Os Estatutos de João de Deus".
O Cardeal Arcebispo de Sevilha Rodrigo de Castro confiou-lhe a missão de reduzir o número de hospitais. Ele reduziu o número deles, apesar das grandes dificuldades que encontrou para fazê-lo.
Román se dedicou às vítimas de uma praga que atingiu Jerez. Ele dedicou toda a sua força a eles, mas contraiu a peste. Ele morreu em 3 de junho de 1600.

## Santidade
O processo de santidade começou em Sevilha em 4 de outubro de 1667 sob o Papa Clemente IX que lhe conferiu o título de Servo de Deus. O Papa Pio VI reconheceu que ele havia vivido uma vida de virtude heroica e o proclamou Venerável em 3 de maio de 1775.
O Papa Pio IX presidiu sua beatificação em 13 de novembro de 1858, depois que dois milagres foram atribuídos à sua intercessão.
O terceiro milagre atribuído a ele foi investigado em Cracóvia e foi o Papa João Paulo II que o aprovou em 1995. Ele o canonizou em 2 de junho de 1996.